# Корзун Віктор Борисович
Віктор Борисович Корзун (рос. Виктор Борисович Корзун; 1 травня 1913 — 5 листопада 1967) — радянський письменник і філолог, альпініст. Кандидат філологічних наук.
Почесний громадянин Кисловодська.

## Життєпис
Народився в станиці Кисловодській, нині — в межах міста Кисловодськ Ставропольського краю Росії. Росіянин. У шкільні роки відвідував курси екскурсоводів.
У 1929 році розпочав роботу екскурсоводом екскурсійного бюро акціонерного товариства «Радянський турист», згодом обіймав посаду заступника голови міської ради Товариства пролетарського туризму і екскурсій.
Протягом 1932—1935 років, як начальник Ельбруської високогірної гідрометеорологічної станції, провів три зимівки на схилах найвищої вершини Європи.
17 січня 1934 року разом з Олександром Гусєвим здійсним перше зимове сходження на східну вершину Ельбруса (5 621 м), встановивши світовий рекорд. У 1935 році здійсним сходження на західну вершину Ельбруса (5 642 м).
У 1935 році вступив на літературний факультет Північно-Кавказького педагогічного інституту (м. Владикавказ), який закінчив з відзнакою і був залишений в аспірантурі. Захистив кандидатську дисертацію.
У 1940 році Орджонікідзевським МВК призваний до лав РСЧА. Учасник німецько-радянської війни з червня 1941 року. Воював на Західному і Сталінградському фронтах, на Східному фронті ППО. Брав участь в Сталінградській битві: командир взводу 10-го окремого батальйону повітряного спостереження, оповіщення і зв'язку Сталінградського корпусного району ППО; з червня 1943 і до кінця війни — начальник відділення секретного діловодства штабу 9-го Сталінградського корпусу ППО, лейтенант адміністративної служби.
Після закінчення війни демобілізований. Деякий час працював у Пекінському університеті, згодом тривалий час викладав у Чечено-Інгуському державному педагогічному інституті.

## Літературна діяльність
Літературну діяльність розпочав ще в студентські роки, видавши дві книги: «Три роки на Ельбрусі» та «Ельбрус».
У повоєнний час вийшли друком наукові праці: «Радянська чечено-інгуська література», «Література гірських народів Північного Кавказу», «Біографія Кости Хетагурова» та інші.

## Нагороди і почесні звання
Нагороджений орденом Червоної Зірки (20.10.1945), медаллю «За бойові заслуги» (02.11.1943) та іншими медалями.
Почесний громадянин міста Кисловодська (05.01.1994, посмертно).